# طرطرات الصوديوم
طرطرات الصوديوم هو مركب كيميائي صيغته C4H4Na2O6، ويوجد على هيئة صلب بلوري عديم اللون.
يعد المركب ملح الصوديوم لحمض الطرطريك.

## التحضير
يحضر طرطرات الصوديوم من تفاعل بيكربونات الصوديوم (صودا الخبز) مع حمض الطرطريك

## الخواص
يوجد هذا الملح على هيئة مركب بلوري عديم اللون، وهو جيد الانحلال في الماء، ولكنه غير منحل في الإيثانول. يمكن أن يوجد هذا المركب عادة على هيئة ثنائي هيدرات.

## الاستخدامات
يستخدم طرطرات الصوديوم بشكل جيد في صناعة الغذاء ضمن المضافات الغذائية على هيئة مستحلب، وله رقم الإي E335.
بسبب البنية البلورية الخاصة لهذا المركب، فإنه يستطيع احتجاز كمية دقيقة من جزيئات الماء؛ لذلك يستخدم معياراً أولياً في معايرة كارل-فيشر.